# Gustav Machatý
Gustav Machatý (Praga, 9 maggio 1901 – Monaco di Baviera, 14 dicembre 1963) è stato un regista e sceneggiatore ceco.

## Biografia
Venne attratto soprattutto dal decadentismo della cultura dell'Europa centrale, le cui idee sono ben presenti nei suoi film. Unico per stile nel panorama cinematografico cecoslovacco, fra i suoi film più noti ricordiamo Erotikon (Seduzione, 1929) e Extase (Estasi, 1934). Quest'ultimo, caratterizzato da scene erotiche alquanto suggestive, diede fama internazionale all'autore.
Fermatosi in Italia per girare il film Ballerine, lasciò la produzione e si trasferì negli Stati Uniti dove però le sue idee non vennero mai prese in considerazione e fu lasciato a dirigere produzioni minori.
Nel 1951 dopo il suicidio della moglie tornò in Europa per stabilirsi a Monaco dove divenne professore del Deutsches Institut für Film und Fernsehen.

## Filmografia
- La sonata a Kreutzer (Kreutzerova sonáta) (1927)
- Svejk v civilu (1927)
- Erotikon (Seduzione) (1929)
- Ze soboty na neděli (Da sabato a domenica) (1931)
- Načeradec, král kibiců (1932)
- Nocturno (Notturno) (1934)
- Estasi (Ekstase) (1934)
- Ballerine (1936)
- Hraběnka Walewská (1937)
- Madame X (1937)
- Dobrá země (1937)
- Maria Walewska (Conquest), co-regia di Clarence Brown (1937)
- Nesprávná cesta (1938)
- Within the Law (1939)
- Žárlivost (Gelosia) (1945)
- Hledané dítě (1955)
- Pátrání po dítěti (1955)